# 作用机制

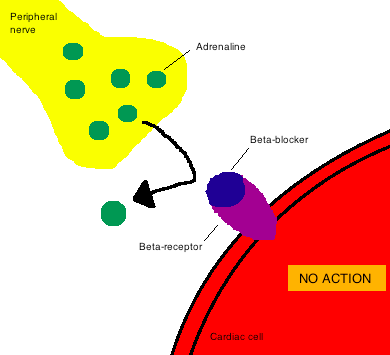
β受体阻断剂的作用机制简图

作用机制（英語：mechanism of action，MOA）亦称作用机理，或是作用機轉，在药理学和毒理学中是指一个特定分子（如药物分子、毒物分子）在分子层面上发挥特定药理或毒理作用的机理。一般而言，特定分子的作用机制通常是与酶、受体等生物大分子发生相互作用。
不與受體結合的藥物透過簡單與體內的化學或物理性質相互作用而產生相應的治療效果。以這種方式發生作用的藥物，常見例子是抗酸劑和瀉藥。
相較之下，作用方式 (mode of action,MoA) 描述的是由於活體暴露於某種物質而導致的細胞層面的功能或解剖學變化。

## 重要性
阐明药物的作用机制有助于药物毒理学和安全性的评估。
- 以细胞膜和电子传递链为標靶的抗感染药物，其副作用就可能比以β-葡聚糖、肽聚糖等细菌细胞壁成分以及原核生物的70S核糖体具有更强的副作用。这是因为人体细胞无细胞壁结构。人作为真核生物，核糖体的沉降系数是80S，与细菌的70S核糖体在结构上有显著区别，但细胞膜的结构以及电子传递链的组成却与原核生物有相似性。[5][6]
- 透過了解藥物某位點與受體之間的相互作用，可複製這種相互作用的方式來配製別的藥物，而產生相同的治療效果。事實上這是創造新藥的方法。
- 可協助確定哪些患者最有可能對治療產生反應。例如由於已知乳癌藥物曲妥珠單抗是以HER2/neu蛋白質為標靶，因此可篩檢腫瘤中是否有此蛋白質，以確定患者是否可從曲妥珠單抗治療中受益。[7][8]
- 因為可在患者體內監測藥物對目標途徑的影響，而能確定更好的劑量。例如透過測量患者的血液膽固醇水平，再決定使用他汀類藥物劑量。[7]
- 得以將不同藥物聯合使用以降低抗藥性出現。透過了解抗感染或抗癌藥物作用於不同細胞結構，可使用同時抑制多個標靶的混合物，而降低微生物或腫瘤DNA中發生單一突變，導致抗藥性和治療失敗的風險。[5][9][10][11]
- 得以識別該藥物的其他適應症。例如發現西地那非可抑制磷酸二酯酶 5（英语：cGMP-specific phosphodiesterase type 5） (PDE-5) 蛋白質，而將該藥物功能轉換，用於肺高壓治療。[12][13]

## 鑑定方法

### 显微镜观察法

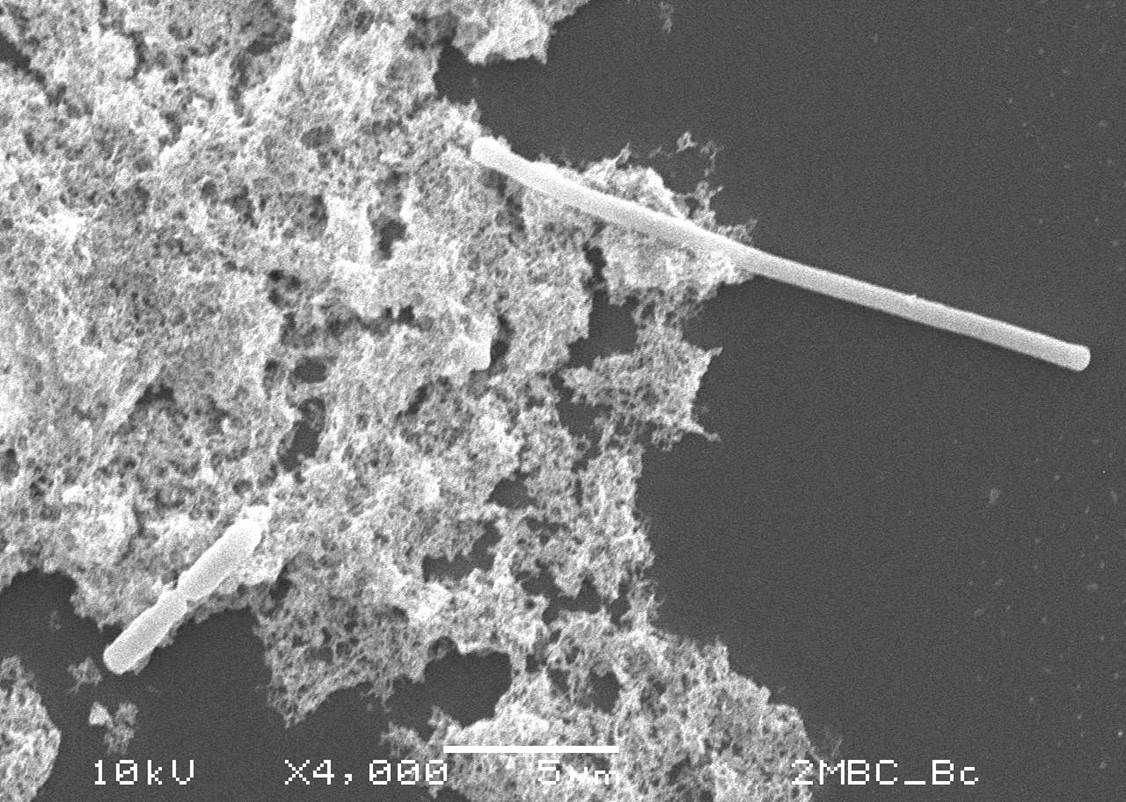
細胞絲狀化（相片中右上方）顯示PBP3、FtsZ或DNA的合成受到抗生素抑制。

生物活性化合物會誘導目標細胞發生表型變化，可透過顯微鏡觀察，深入了解化合物的作用機制。
使用抗生素時，目標細胞向原生質球轉化，顯示肽聚醣合成可能受到抑制，而目標細胞的絲狀化可能是由於PBP3、FtsZ或DNA合成受到抑制的結果。抗生素引起的其他變化包括卵形細胞形成、假多細胞形式、局部腫脹、凸起形成、起泡和肽聚醣增厚。就化學療法藥劑而言，氣泡可能表示該化合物正在破壞癌症細胞膜。
目前採此種方法的限制是需手動操作和解讀數據均要花費時間，自動顯微鏡和影像分析軟體的出現與進化將有助於將問題解決。

### 生化方法
直接生化方法包括將候選藥物蛋白質或小分子標記，並在體內追蹤。這是最直接的方法，可找到與相關小目標結合的標靶蛋白，例如藥物輪廓的基本表示，以識別出藥物的藥效團。由於標記分子與蛋白質之間的物理相互作用，生化方法可用於確定藥物的毒性、有效性和作用機制。

### 計算推理法
通常計算推理法是基於電腦對模式的辨識，用於預測小分子藥物的蛋白質標靶。但此法也可用於為現有或新開發藥物尋找新的標靶。通過識別藥物分子的藥效團，進行模式分析，而辨識出新的標靶。此法提供一可能的藥物作用機制的洞察，因為我們已經知道藥物的某些功能成分在與蛋白質上的特定區域相互作用時可發揮作用，而產生治療效果。

### 組學法
組學方法利用各種組學技術，例如化學蛋白質組學、反向遺傳學和基因組學、轉錄組學和蛋白質組學等技術，來識別特定化合物的潛在標靶。例如反向遺傳學和基因組學方法可結合基因干擾技術（例如CRISPR-Cas9或小分子干擾DNA）加上化合物，一起找出哪些基因的沉默（knockdown）或剔除會消除化合物的藥理作用。另一方面，可將化合物的轉錄組學和蛋白質組學分析結果與已知標靶化合物的分析結果進行比較。借助計算推論，我們可對化合物的作用機制做出假設，然後進一步驗證。

## 作用機制已被了解的藥物
有許多藥物的作用機制已被了解。阿斯匹靈即為其中一例。

### 阿斯匹靈
阿斯匹靈的作用機制可對環氧合酶產生不可逆轉的抑制，因此可抑制前列腺素和血栓素產生，而能減輕疼痛和發炎。這種機制是阿斯匹靈所特有，對所有其他非類固醇類抗發炎藥 (NSAID) 來說並非如此。阿斯匹靈是NSAID中唯一能不可逆轉抑制環氧合酶-1 (COX-1)的藥物。

## 作用機制尚未知的藥物
有些藥物的治療作用機制仍未知，或是被完全了解，但仍然能發揮作用。
- 阿坎酸
- 抗憂鬱藥
- 阿莫達非尼
- 大麻二酚
- 環苯扎林
- 地美環素
- 法伏莫替唑（英语：Fabomotizole）
- 鋰鹽
- 甲丙巴酸鹽（英语：Meprobamate）
- 美索巴莫
- 乙醯胺酚（撲熱息痛）
- 苯妥英
- PRL-8-53
- 二甲雙胍
- 沙利竇邁

## 作用方式
作用方式（mode of action，MoA）则是近似术语，與作用機制的区别在于：作用方式是指由於活體暴露於某種物質而導致的"细胞层面"的功能或解剖學變化。而作用機制是一個更具體，關注藥物本身與酶或受體之間的相互作用及作用的特定形式，無論是透過抑制、活化、激動或拮抗作用。此外，"作用機制"是藥理學的主要術語，而"作用方式"更常出現在微生物學領域或生物學的某些方面。